# Слобода (Мишинский сільський округ)
Слобода (рос. Слобода) — присілок Гагарінського району Смоленської області Росії. Входить до складу Покровського сільського поселення.
Населення — 9 осіб.